# Meni Sev
Meni Sev —  Serie de televisión uzbeka de 2022 dirigida por Ikhtiyor Tulaganov. Protagonizada por Mahliyo Asqaraliyeva y Sardor Nozimov. La serie recaudó más de 700 millones de soms en la taquilla de Uzbekistán.
El estreno de la serie tendrá lugar en Uzbekistán el 14 de febrero de 2022. El estreno mundial tuvo lugar el 20 de febrero de 2022.

## Sinopsis
Antes del inicio de los trabajos de la serie "Meni Sev" en Taskent en septiembre de 2021, se celebró la conferencia científica y práctica "Meni Sev: vida y encarnación artística en las películas" para discutir la interpretación ideológica y el guion de la película.
En la conferencia, los científicos y psicólogos uzbekos hablaron sobre el carácter y el trabajo de los jóvenes de hoy, los acontecimientos que suceden en la vida de los jóvenes y la interpretación de los acontecimientos que sucedieron.
El rodaje de la serie estuvo a cargo de la compañía cinematográfica Salom Social Media. La serie fue protagonizada por actores populares uzbekos.
La atmósfera de la época de esa época revivió en el lugar de la película Salom. Junto con un grupo creativo de Uzbekistán, se construyó el escenario de la plaza de la ciudad en un área de 10 hectáreas. En Toshken se construyó un modelo de edificio residencial de varias plantas, de 5,5 metros de altura y una superficie de 2.500 metros cuadrados, que emplea a 200 trabajadores.

## Reparto
- Sardor Nozimov — Anvar
- Mahliyo Asqaraliyeva — Afruza
- Sardor Salyamov —Jasur
- Narminjon — Sevara
- Madina Adilova — Malika
- Mirkamol Karabayev —  Otabek
- Baxtiyor Musayev
- Zuhra Ashurova
- Abror Yo'ldashev
- Muzaffarbek Mirzabekov

## Posproducción
Complejo de postproducción de audio CineLab Dolby Digital 5.1. The joint producer is Shahrukh Murtazaev

## Música
Jasur Umarov fue contratado para componer la banda sonora original y la música de Meni Sev.

## Premios
- La mejor serie mensual de 2022.
- El autor de la mejor serie de 2022.
- El mejor trabajo de cámara de 2022.[2]

## Equipo de la película
- Productores generales: Shokhrukh Murtazaev
- Director de producción: Ixtier Tulyaganov
- Autor del guion: Davron Hidoyatov, Anel Sartaeva, Ilyas Kukanov, Bagrat Harutyunyan
- Director de fotografía: Jobir Abdinadirov
- Diseño de producción: Ibrokhim Namozov
- Compositor: Ulmas Olloberganov, Jasur Umirov
- Directora de casting: Anita Borisova, Zlata Borisova

- Director: Azizbek Nosirov
- Director de planificación: Farhod Namozboev
- Directores de edición: Farkhod Namozboev
- Ingeniero de sonido: Shakhzod Khasanov, Timur Salimov
- Segundo operador: Inomjon Yusufjonov <br>Ikboljon Muhammadov
- Director técnico: Ibrokhim Namozov
- Segundos directores: Azizbek Nosirov
- Steadicam: Ihtiyer Tulyaganov
- Productor ejecutivo: Sardor Tulyaganov
- Director de cine: Sardor Akhmedov
- Productores: Davron Khidoyatov, Sardor Tulyaganov
- Productor de postproducción: Farkhod Namozboev
- Productor del proyecto: Darkhan Akilbekov